# Châtillon (Rhône)
Châtillon település Franciaországban, Rhône megyében. Lakosainak száma 2184 fő (2022. január 1.). Châtillon Bagnols, Saint-Germain-Nuelles, Belmont-d'Azergues, Charnay, Chessy, Fleurieux-sur-l'Arbresle és Lozanne községekkel határos.

## Népesség
A település népességének változása:
| Lakosok száma | 2194 | 2178 | 2210 | 2137 | 2117 | 2113 | 2114 | 2115 | 2184 |
|               | 2013 | 2015 | 2016 | 2017 | 2018 | 2019 | 2020 | 2021 | 2022 |